# Худший случай сложности
В информатике (особенно в теории сложности вычислений), худший случай сложности (он обозначается Big-oh(n)) измеряет ресурсы (например, время выполнения, память), которые требуются алгоритму для обработки входных данных случайного размера (обычно обозначаемого n в асимптотическом обозначении). Он обозначает верхнюю границу ресурсов, требуемых алгоритму.
В случае со временем выполнения, худший случай временной сложности алгоритма обозначает самое долгое время выполнения требуемое алгоритму для обработки любого размера входных данных n, тем самым гарантируя, что алгоритм выполнится в обозначенный период времени. Порядок роста (например, линейный, логарифмический) худшего случая сложности обычно используется для сравнения эффективности двух алгоритмов.
Худший случай сложности алгоритма следует противопоставлять с его средним случаем сложности, который обозначает усредненное количество ресурсов, требуемых алгоритму для обработки данных случайного размера. 

## Определение
Дана модель вычислений и алгоритм {\displaystyle {\mathsf {A}}}, который останавливается на каждом входе {\displaystyle s}, соответствие {\displaystyle t_{\mathsf {A}}\colon \{0,1\}^{\star }\to \mathbb {N} } называется временной сложностью алгоритма {\displaystyle {\mathsf {A}}} если, для каждой входной строки {\displaystyle s}, {\displaystyle {\mathsf {A}}} останавливается точно после {\displaystyle t_{\mathsf {A}}(s)} шагов.
Так как нас обычно интересует зависимость временной сложности алгоритма на входных данных различной длины, злоупотребляя терминологий, временной сложностью алгоритма иногда называют соответствие {\displaystyle t_{\mathsf {A}}\colon \mathbb {N} \to \mathbb {N} }, определяемое максимальной сложностью 
{\displaystyle t_{\mathsf {A}}(n):=\max _{s\in \{0,1\}^{n}}t_{\mathsf {A}}(s)}
входных данных {\displaystyle s} длиной или размером {\displaystyle \leq n}.
Подобные определения могут быть даны пространственной сложности.

## Способы формулировки
Очень часто, сложность {\displaystyle t_{\mathsf {A}}} алгоритма {\displaystyle {\mathsf {A}}} дана в асимптотическом Big-O обозначении, которое обозначает его рост в форме {\displaystyle t_{\mathsf {A}}=O(g(n))} с функцией сравнения использующей конкретные вещественные значения {\displaystyle g(n)} и обозначением:
- Существует позитивное вещественное число {\displaystyle M} и натуральное число {\displaystyle n_{0}} такие, что

{\displaystyle |t_{\mathsf {A}}(n)|\leq Mg(n)\quad {\text{ для всех }}n\geq n_{0}.}
Довольно часто, формулировка звучит следующим образом:
- „Алгоритм {\displaystyle {\mathsf {A}}} имеет худший случай сложности {\displaystyle O(g(n))}.“

или еще короче:
- „Алгоритм {\displaystyle {\mathsf {A}}} имеет сложность {\displaystyle O(g(n))}.“

## Примеры
Рассмотрим выполнение алгоритма сортировки вставками на {\displaystyle n} числах с использованием машины с произвольным доступом к памяти. В лучшем случае для алгоритма, когда числа уже отсортированы, требуется {\displaystyle O(n)} шагов для выполнения задачи. Однако, в худшем случае для алгоритма, когда числа отсортированы в обратном порядке, требуется {\displaystyle O(n^{2})} шагов для их сортировки; таким образом худший случай временной сложности алгоритма сортировки вставками {\displaystyle O(n^{2})}.